# Polystichum maximum
Polystichum maximum är en träjonväxtart som beskrevs av M. Kessler och A. R. Sm. Polystichum maximum ingår i släktet Polystichum och familjen Dryopteridaceae. Inga underarter finns listade.